# Saint-Germain-en-Brionnais
Saint-Germain-en-Brionnais ist eine französische Gemeinde mit 177 Einwohnern (1. Januar 2022) im Saône-et-Loire in der Region Bourgogne-Franche-Comté. Sie gehört zum Arrondissement Charolles und ist Mitglied im Gemeindeverband Communauté de communes Brionnais Sud Bourgogne. Die Bewohner werden Saint-Germinois und Saint-Germinoises genannt.

## Geografie
Saint-Germain-en-Brionnais liegt etwa 43,5 Kilometer westlich von Mâcon und etwa 38 Kilometer nordnordöstlich von Roanne in den Hügellandschaften von Brionnais und Charolais. Die Gemeinde liegt im Einzugsgebiet der Loire. Der Ruisseau de Cachot bewässert das nördliche Gemeindegebiet, der Ruissueau des Batty das südliche. Beide Gewässer fließen in westlicher Richtung und münden in die Arconce.
Umgeben wird Saint-Germain-en-Brionnais von den fünf Nachbargemeinden:
|       | Saint-Julien-de-Civry                       |                           |
| Prizy | Kompassrose, die auf Nachbargemeinden zeigt | Dyo                       |
|       | Amanzé                                      | Saint-Symphorien-des-Bois |

## Bevölkerungsentwicklung
| Saint-Germain-en-Brionnais: Einwohnerzahlen von 1793 bis 2016                                                              | Saint-Germain-en-Brionnais: Einwohnerzahlen von 1793 bis 2016 | Saint-Germain-en-Brionnais: Einwohnerzahlen von 1793 bis 2016 | Saint-Germain-en-Brionnais: Einwohnerzahlen von 1793 bis 2016 | Saint-Germain-en-Brionnais: Einwohnerzahlen von 1793 bis 2016 |
| --- | ------------------------------------------------------------- | ------------------------------------------------------------- | ------------------------------------------------------------- | ------------------------------------------------------------- |
| Jahr |                                                               |                                                               |                                                               | Einwohner                                                     |
| 1793 | 1793                                                          |                                                               | 374                                                           | 374                                                           |
| 1800 | 1800                                                          |                                                               | 201                                                           | 201                                                           |
| 1806 | 1806                                                          |                                                               | 343                                                           | 343                                                           |
| 1821 | 1821                                                          |                                                               | 460                                                           | 460                                                           |
| 1831 | 1831                                                          |                                                               | 479                                                           | 479                                                           |
| 1836 | 1836                                                          |                                                               | 427                                                           | 427                                                           |
| 1841 | 1841                                                          |                                                               | 395                                                           | 395                                                           |
| 1846 | 1846                                                          |                                                               | 394                                                           | 394                                                           |
| 1851 | 1851                                                          |                                                               | 382                                                           | 382                                                           |
| 1856 | 1856                                                          |                                                               | 372                                                           | 372                                                           |
| 1861 | 1861                                                          |                                                               | 355                                                           | 355                                                           |
| 1866 | 1866                                                          |                                                               | 333                                                           | 333                                                           |
| 1872 | 1872                                                          |                                                               | 358                                                           | 358                                                           |
| 1876 | 1876                                                          |                                                               | 350                                                           | 350                                                           |
| 1881 | 1881                                                          |                                                               | 362                                                           | 362                                                           |
| 1886 | 1886                                                          |                                                               | 364                                                           | 364                                                           |
| 1891 | 1891                                                          |                                                               | 321                                                           | 321                                                           |
| 1896 | 1896                                                          |                                                               | 309                                                           | 309                                                           |
| 1901 | 1901                                                          |                                                               | 282                                                           | 282                                                           |
| 1906 | 1906                                                          |                                                               | 287                                                           | 287                                                           |
| 1911 | 1911                                                          |                                                               | 286                                                           | 286                                                           |
| 1921 | 1921                                                          |                                                               | 246                                                           | 246                                                           |
| 1926 | 1926                                                          |                                                               | 229                                                           | 229                                                           |
| 1931 | 1931                                                          |                                                               | 211                                                           | 211                                                           |
| 1936 | 1936                                                          |                                                               | 201                                                           | 201                                                           |
| 1946 | 1946                                                          |                                                               | 189                                                           | 189                                                           |
| 1954 | 1954                                                          |                                                               | 170                                                           | 170                                                           |
| 1962 | 1962                                                          |                                                               | 179                                                           | 179                                                           |
| 1968 | 1968                                                          |                                                               | 170                                                           | 170                                                           |
| 1975 | 1975                                                          |                                                               | 192                                                           | 192                                                           |
| 1982 | 1982                                                          |                                                               | 154                                                           | 154                                                           |
| 1990 | 1990                                                          |                                                               | 163                                                           | 163                                                           |
| 1999 | 1999                                                          |                                                               | 171                                                           | 171                                                           |
| 2006 | 2006                                                          |                                                               | 178                                                           | 178                                                           |
| 2011 | 2011                                                          |                                                               | 191                                                           | 191                                                           |
| 2016 | 2016                                                          |                                                               | 192                                                           | 192                                                           |
| Quelle(n): EHESS/Cassini bis 1999, INSEE ab 2006 Anmerkung(en): Ab 1962 offizielle Zahlen ohne Einwohner mit Zweitwohnsitz |                                                               |                                                               |                                                               |                                                               |

Die höchste Zahl der Einwohner wurde zu Beginn des 19. Jahrhunderts erreicht. Sie stagnierte bis nach dem Zweiten Weltkrieg auf unter 200 und hält seitdem dieses Niveau.

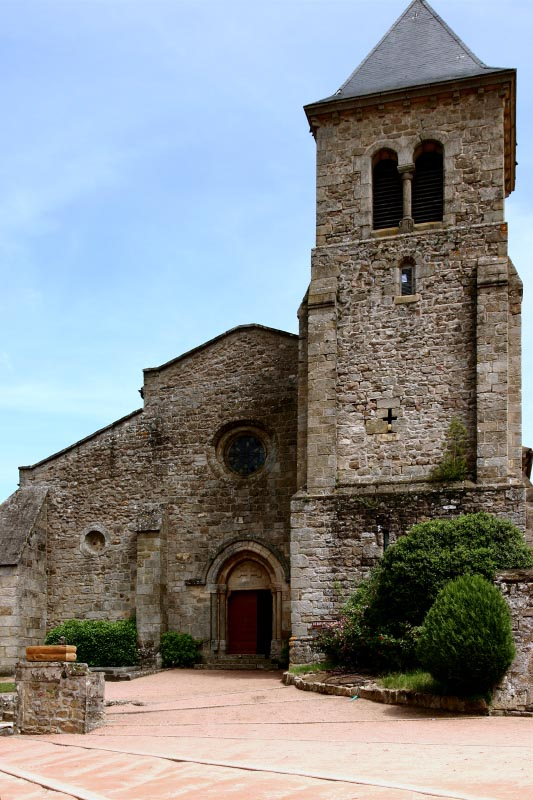
Westansicht der Kirche Saint-Germain-Saint-Benoît

## Sehenswürdigkeiten
- Saint-Germain-et-Saint-Benoît, eine romanische Pfarrkirche. Ihr Glockenturm ist seit 1926 als Monument historique eingeschrieben, der Rest der Kirche seit 1930 klassifiziert.

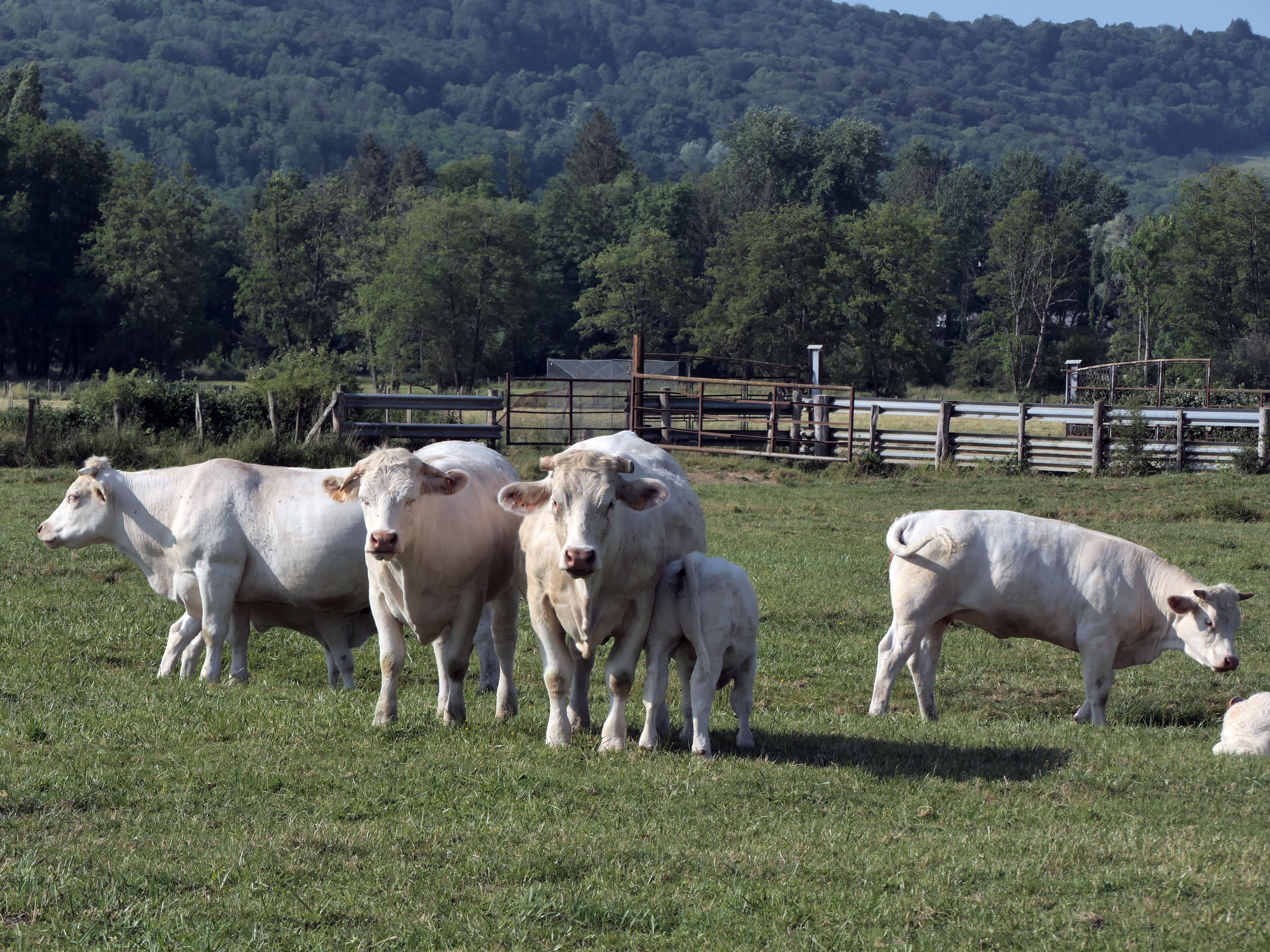
Herde von Charolais-Rindern auf der Weide

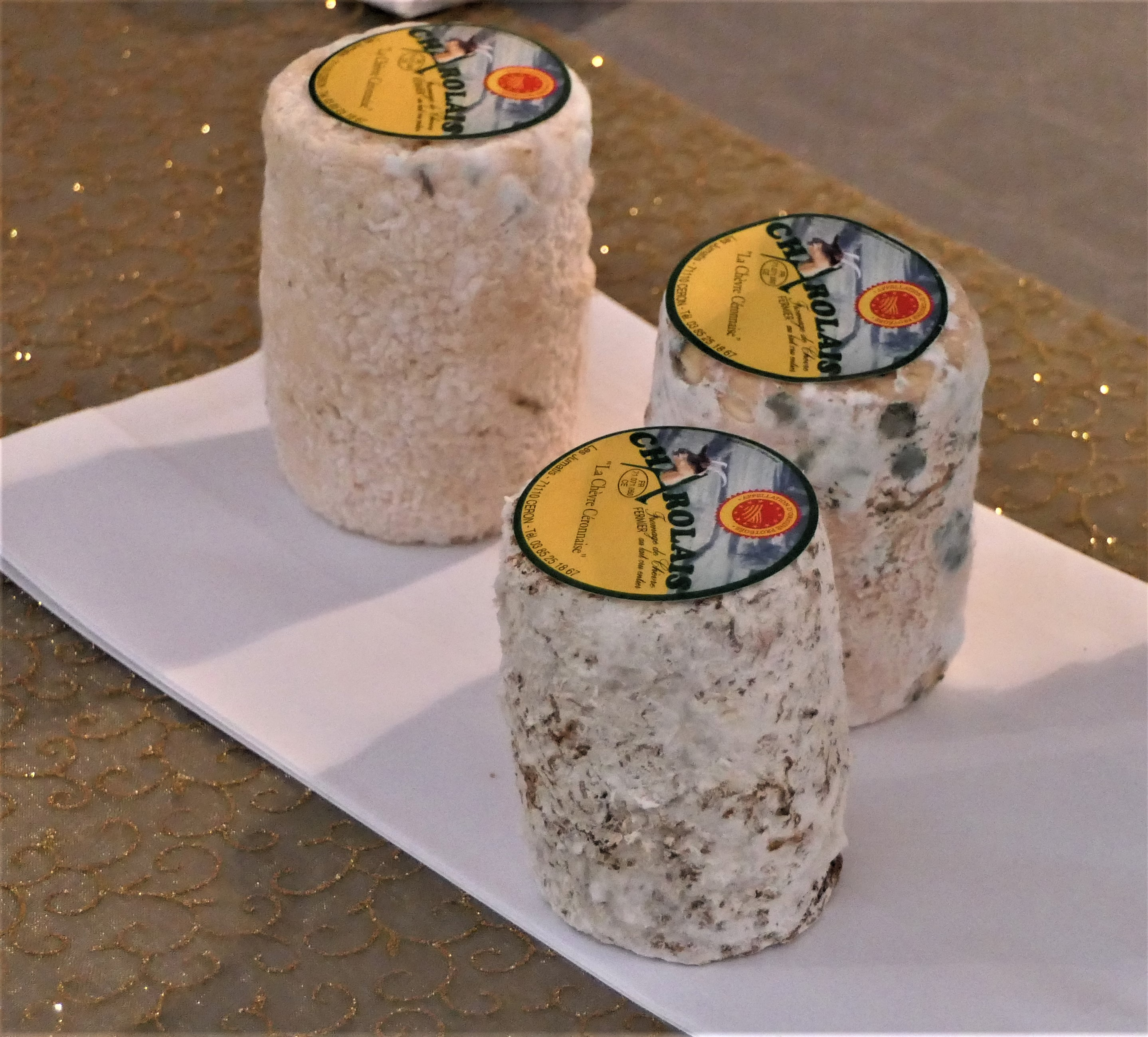
Charolais-Käse

## Wirtschaft und Infrastruktur
Saint-Germain-en-Brionnais liegt in den Zonen AOC
- der Charolais-Rinder und
- des Charolais, einem Käse aus Ziegenmilch.[3]

Die Route départementale 485, die ehemalige Route nationale 485, von Charolles nach Lyon tangiert die östliche Gemeindegrenze.

## Persönlichkeiten
- Benoît Raclet (1780–1844), gestorben in Saint-Germain-en-Brionnais, war ein französischer Erfinder. Er erfand eine Methode zur Bekämpfung der Raupen des gefürchteten Rebstockschädlings Traubenwickler, die in der ersten Hälfte des 19. Jahrhunderts die Weinberge des Mâconnais schwer beschädigten, indem Reben im Winter mit siedendem Wasser besprüht werden (französisch Échaudage).